# Dambondespel
Den här artikeln använder algebraisk schacknotation för att beskriva schackdragen.
Dambondespel refererar till samtliga schacköppningar som börjar med draget 1.d4.
Här ingår de slutna spelen (där svart svarar med 1...d5), de halvslutna spelen (där svart svarar med ett annat drag) och en del oregelbundna öppningar.
Termen dambondespel används oftast för att beskriva de slutna spel där vit inte spelar ett tidigt c4.